# Festivais de Música Barroca na Bolívia
Os Festivais de Música Barroca na Bolívia são eventos musicais que passaram a ocorrer, a partir de 1996, a cada dois anos, em Santa Cruz de la Sierra e em diversas localidades que foram antigas reduções jesuíticas e franciscanas naquele país.
Tais eventos ocorrem principalmente em localidades que integraram dois importantes conjuntos de reduções jesuíticas da Bolívia: as que agrupavam os chiquitos e as que agrupavam os moxos (etnia); e também em localidades que foram reduções dirigidas por franciscanos entre os guaraios. A partir da década de 1970, teve início um trabalho de restauração nas antigas missões jesuíticas da Bolívia, durante o qual foi encontrado um acervo de milhares de partituras da época, muitas dessas com composições dos próprios residentes das reduções, sendo tais composições executadas durante esses festivais.